# Späd fingerört
Späd fingerört (Potentilla micrantha) är en växtart i familjen Rosväxter.